# 奧氏針鯒
奧氏針鯒，為輻鰭魚綱鮋形目牛尾魚亞目針鯒科的其中一種，分布於澳洲海域，生活在大陸棚及大陸坡，為底棲性魚類，屬肉食性，生活習性不明。